# Saint-Agnan-en-Morvan
Saint-Agnan-en-Morvan (voorheen Saint-Agnan) is een gemeente in het Franse departement Nièvre (regio Bourgogne-Franche-Comté). De gemeente telt 162 inwoners (2009) en maakt deel uit van het arrondissement Château-Chinon (Ville).

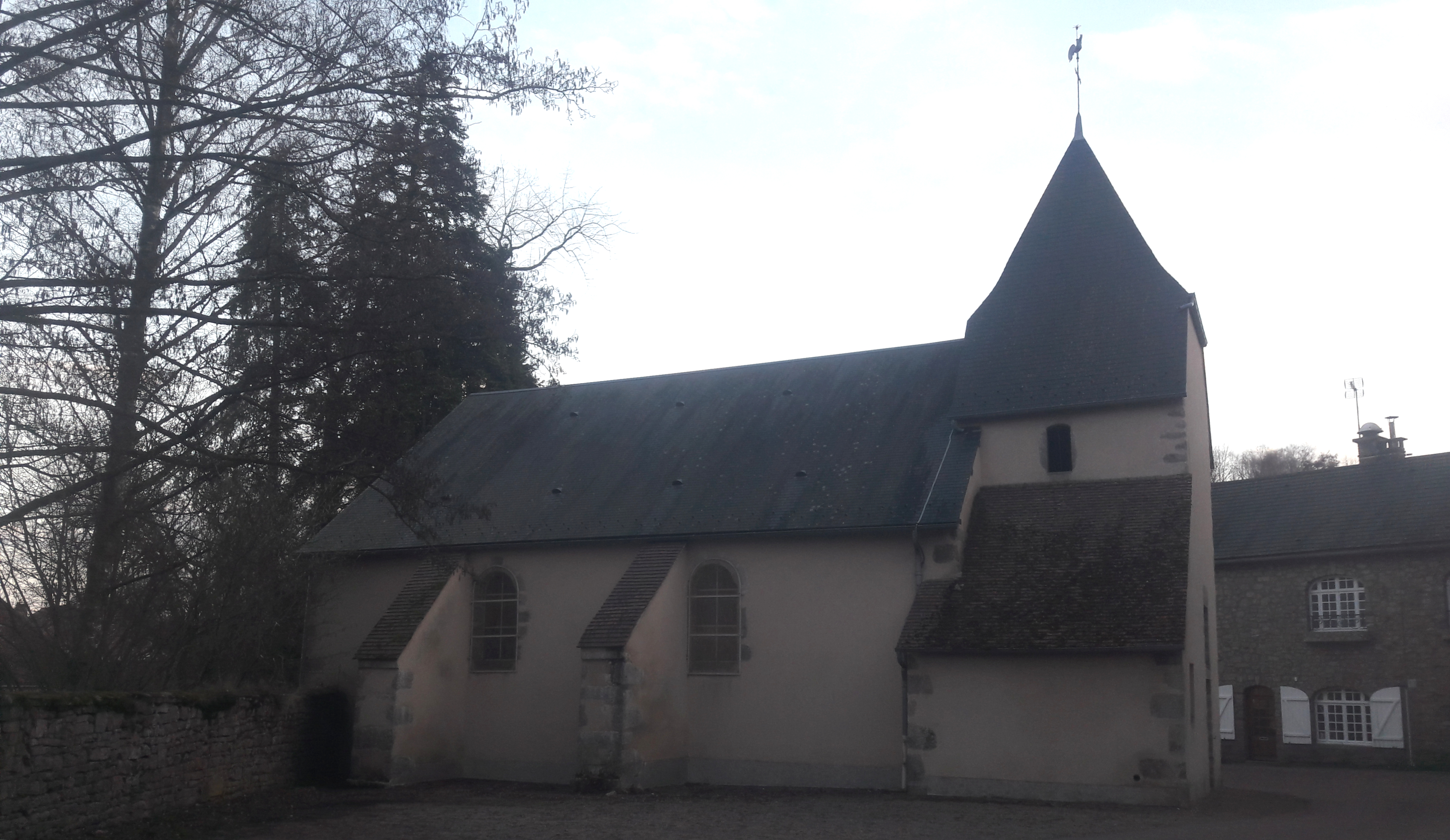
Église Saint-Agnan

## Geschiedenis
In januari 2025 werd de gemeentenaam officieel gewijzigd van Saint-Agnan naar Saint-Agnan-en-Morvan, verwijzend naar de Morvan.

## Geografie
De oppervlakte van Saint-Agnan-en-Morvan bedraagt 23,3 km², de bevolkingsdichtheid is 6,8 inwoners per km².
De onderstaande kaart toont de ligging van Saint-Agnan-en-Morvan met de belangrijkste infrastructuur en aangrenzende gemeenten.

## Bezienswaardigheden
- De Église Saint-Aignan

## Demografie
Onderstaande figuur toont het verloop van het inwonertal (bron: INSEE-tellingen).